# Polizeifahrrad

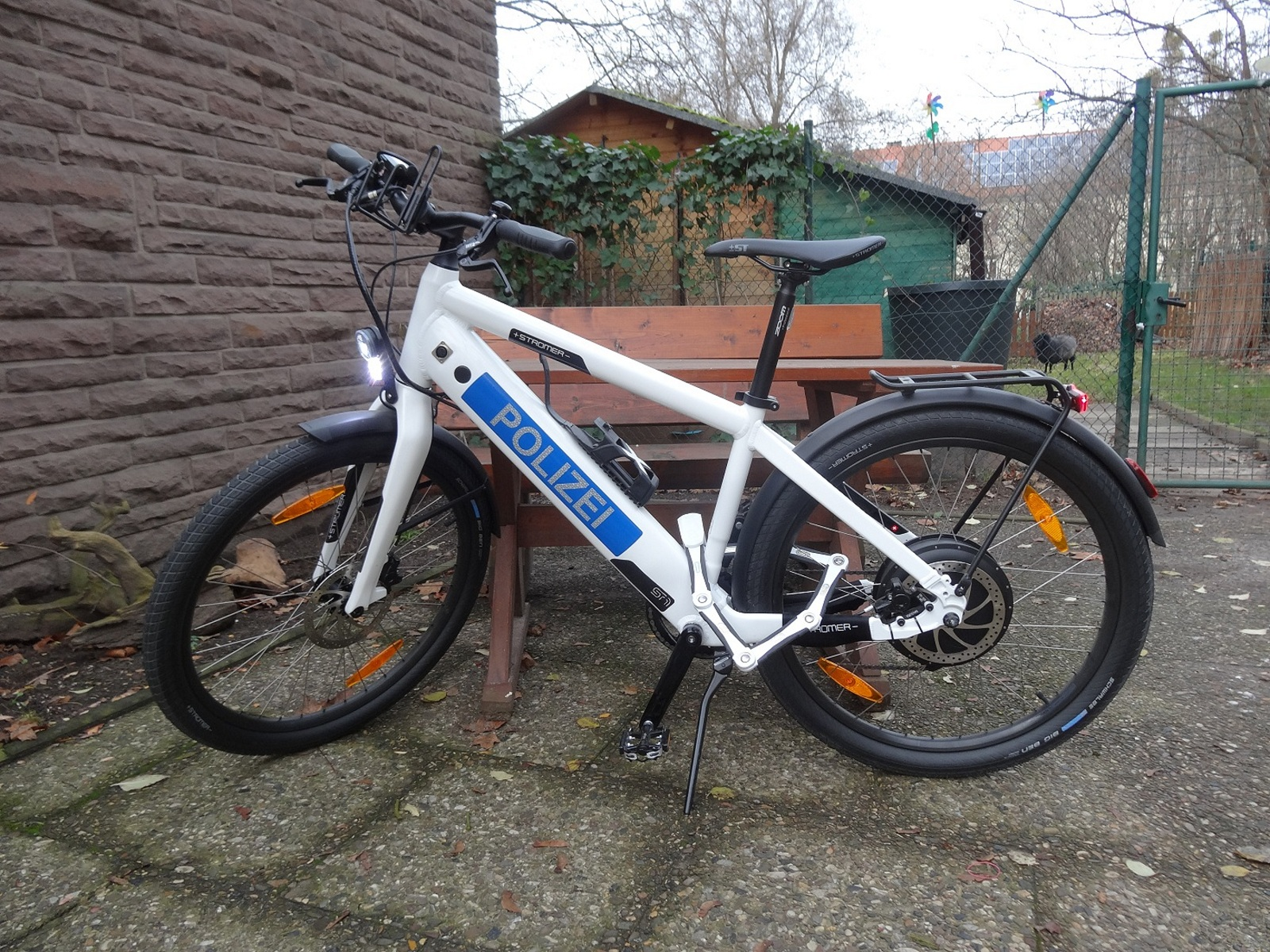
Deutsches Polizeifahrrad der Polizei Niedersachsen.

Ein Polizeifahrrad ist ein Fahrrad, das von Polizeidienststellen eingesetzt wird. Sie sind so konzipiert, dass sie die speziellen Anforderungen jeder Abteilung erfüllen.
Die Wendigkeit dieser Fahrzeuge auf überfüllten Gehwegen und ihre Fähigkeit, enge, überfüllte Einfahrten zu passieren, bieten Vorteile gegenüber Streifenwagen.
Fahrradstreifen sind in gemäßigten städtischen Gebieten, in denen nur ein begrenzter Erfassungsbereich vorhanden ist, häufiger anzutreffen. Der Einsatz von Fahrrädern anstelle von Autos kann Polizeibeamte leichter ansprechbar machen, insbesondere in Gegenden mit geringer Kriminalität. Fahrräder können auch an Polizeibeamte ausgegeben werden, um die Mobilität und Reichweite von Fußstreifen zu erhöhen. Auch in dicht besiedelten Stadtgebieten sind Fahrräder ein wirksames Mittel zur Verbrechensbekämpfung. Die Fahrräder sind fast geräuschlos im Betrieb und die Zielperson rechnet selten mit Polizei auf einem Fahrrad. Beim Fluchtversuch zu Fuß hat der verfolgende Polizeibeamte einen Geschwindigkeitsvorteil und kann bei Bedarf schnell absteigen. In der durchschnittlichen Stunde haben Streifenwagen 3,3 Kontakte mit der Öffentlichkeit, während Fahrradstreife 7,3 Kontakte mit der Öffentlichkeit haben. Die durchschnittliche Anzahl der Personen, die pro Stunde mit der Polizei in Kontakt kamen, lag bei 10,5 für Streifenwagen und 22,8 für Fahrradstreifen. Das Aktivitätsniveau der Polizeibeamten auf Fahrrädern ist höher als das der Beamten im Auto.

## Geschichte

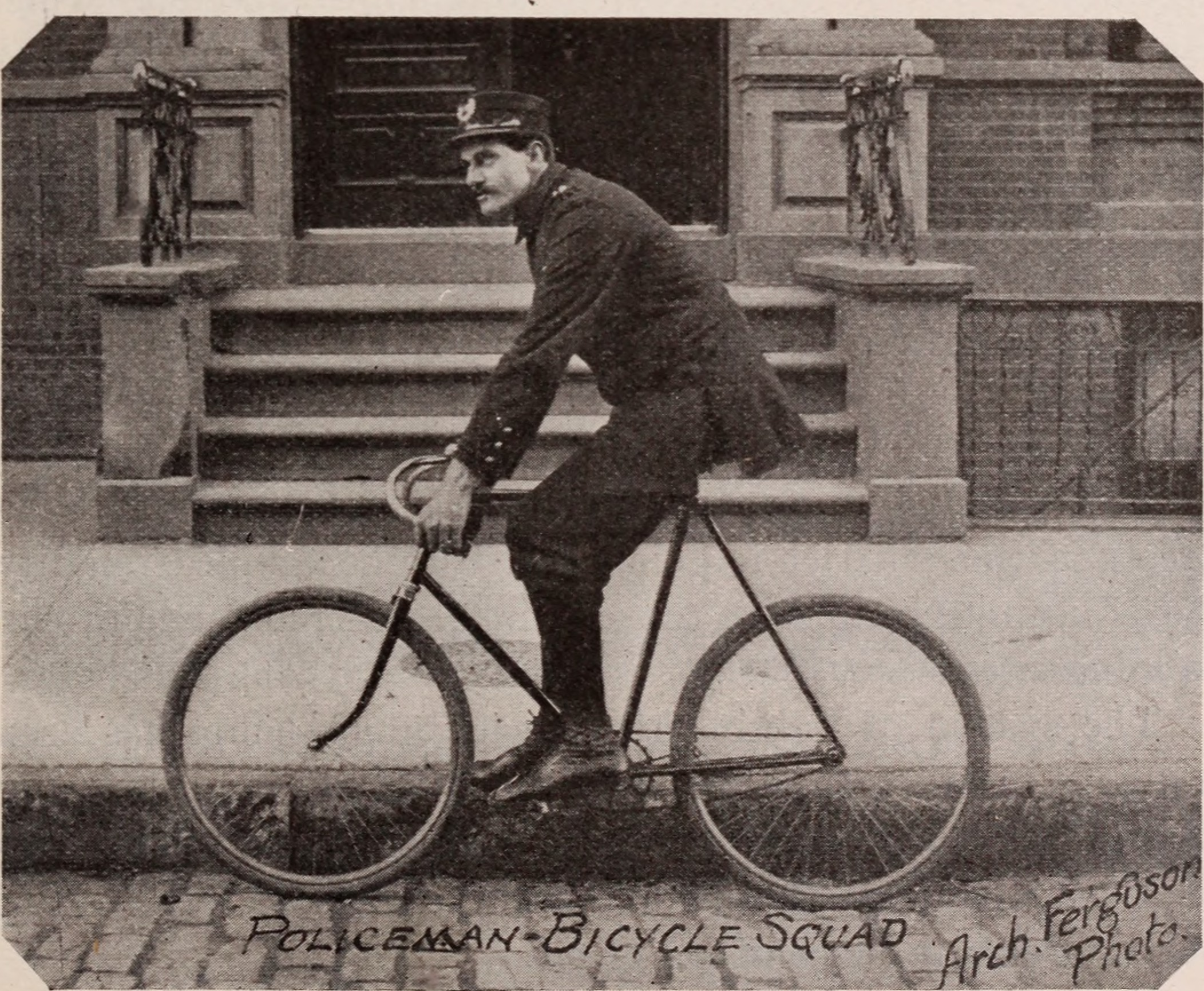
Fahrradfahrender NYPD-Beamter in den 1890er Jahren.

Polizeibeamte begannen im späten 19. Jahrhundert mit dem Fahrradfahren, wobei die erste Abteilung 1869 in Illinois ein Hochrad einführte. In den 1880er Jahren begannen britische Beamte, Dreiräder zu benutzen, etwa zur gleichen Zeit, als in Boston, MA, Hochradstreife gefahren wurden. Newark, NJ hatte 1888 eine Fahrradtruppe gegründet. Mit dem Aufkommen des Sicherheitsniederrads und dem Fahrradboom in den 1890er Jahren kamen Polizeifahrräder in den nordamerikanischen Städten in großem Umfang zum Einsatz. Etwa zur gleichen Zeit begann die zunehmende Verbreitung von Fahrrädern in den ländlichen Gebieten. Die Polizei von Kent kaufte 20 Fahrräder im Jahr 1896, und es gab 129 ländliche Polizei Fahrrad Patrouillen im Jahr 1904.
Einige Länder behielten das Polizeifahrrad bei, während andere es durch Kraftfahrzeuge ersetzten. Im 21. Jahrhundert hat das Interesse an Polizeifahrrädern wieder zugenommen, da sie eine bessere Erreichbarkeit von Fahrrad- und Fußgängerzonen bieten und den Zugang bei verstopften Straßen ermöglichen.

## Eigenschaften von Fahrrädern
Die Fahrräder sind speziell für den Einsatz bei der Strafverfolgung konzipiert. Viele Fahrradhersteller bieten Polizeimodelle an, darunter Haro, Volcanic, Trek, Cannondale, Fuji, Safariland-Kona, Force und KHS. Andere Unternehmen bieten spezielle Modelle für Polizei, Feuerwehr und Rettungsdienste an. Viele sind mit einem Gepäckträger und einer Tasche zur Aufnahme von Ausrüstung ausgestattet.
Die Pedale von Polizeifahrrädern sind fast immer flache Pedale, die manchmal mit Zehenclips/-riemen ausgestattet sind, um das Tragen von normalen Schuhen zu ermöglichen (im Gegensatz zu radspezifischen Schuhen, die in „Clipless“-Pedale eingeklinkt werden), so dass die Beamten bei Bedarf zu Fuß hinterherlaufen können.
Sie sind mit Front- und Heckbeleuchtungen ausgestattet, mit einer Wasserflaschenbatterie. Die Lichter können LED, Halogen oder manchmal auch Xenon-Stroboskope sein. An der Vorderseite befinden sich ein oder mehrere Scheinwerfer sowie rote oder blaue Blinklichter. Im Vereinigten Königreich sind Fahrräder seit dem 21. Oktober 2005 mit blauem Blinklicht zugelassen. Ein rotes Licht ist oft am Heck des Fahrrads angebracht.
Bei den Reifen handelt es sich in der Regel um Semi-Slick-Reifen mit glatter Mitte für die Straße und leichtem Profil oder Noppen an den Außenkanten, die eine gewisse Traktion bieten, wenn die Fahrräder abseits befestigter Straßen gefahren werden.
Das National Institute for Occupational Safety and Health (NIOSH) hat die potenziellen gesundheitlichen Auswirkungen von längerem Radfahren in Polizeifahrrad-Streifeneinheiten untersucht, einschließlich der Möglichkeit, dass einige Fahrradsättel einen übermäßigen Druck auf den Urogenitalbereich von Radfahrern ausüben und den Blutfluss zu den Genitalien einschränken. NIOSH empfiehlt die Verwendung eines No-Nose-Fahrradsitzes für das Radfahren am Arbeitsplatz. Im Gegensatz dazu behauptet der Radsport-Experte Grant Petersen, dass die meisten modernen Sättel so konstruiert sind, dass sie keinen übermäßigen Druck auf den Urogenitalbereich ausüben und dass nasenlose Sättel zu einem verschlechterten Fahrverhalten des Fahrrads führen.

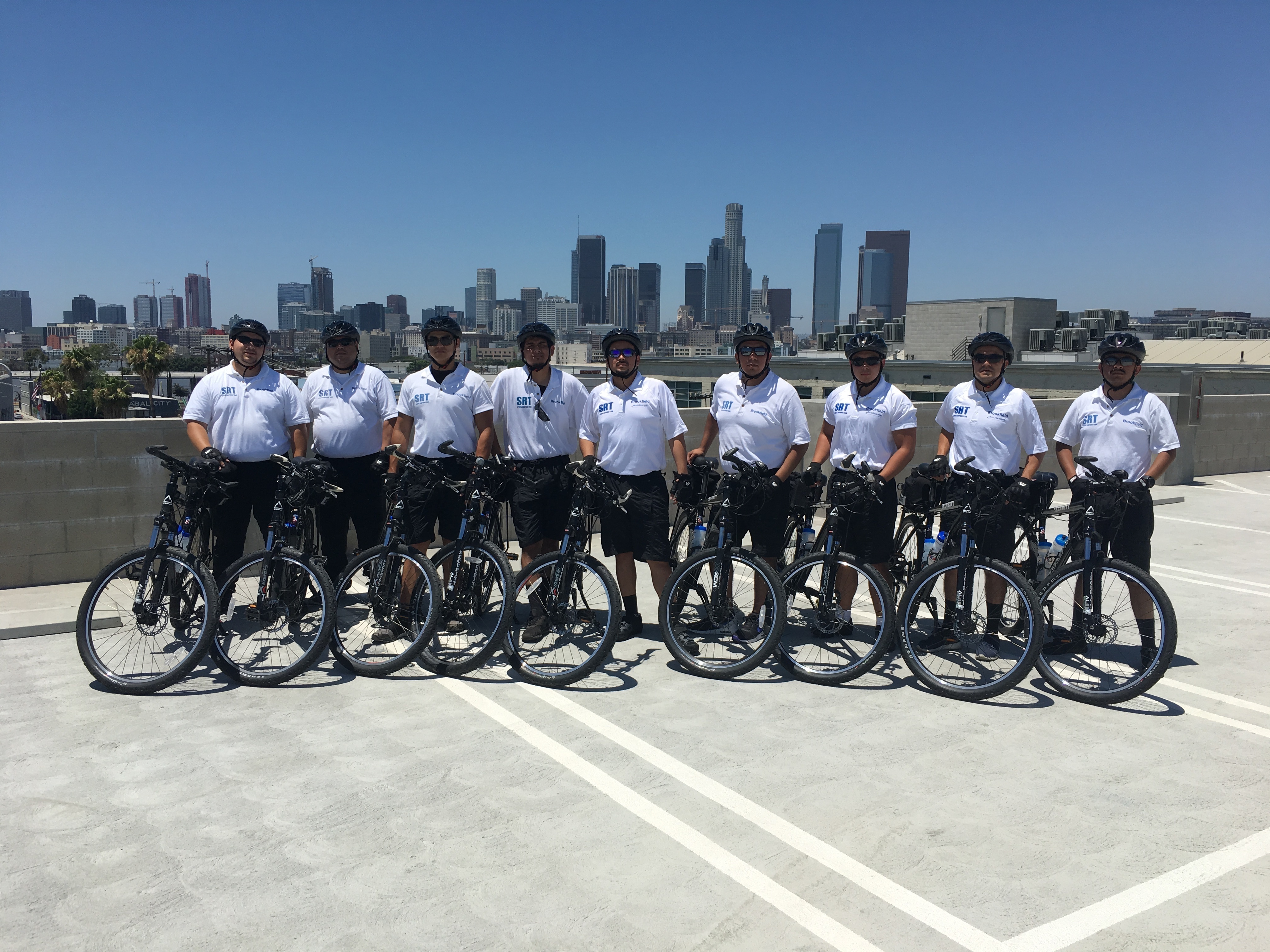
Fahrradstreife in Los Angeles, CA.
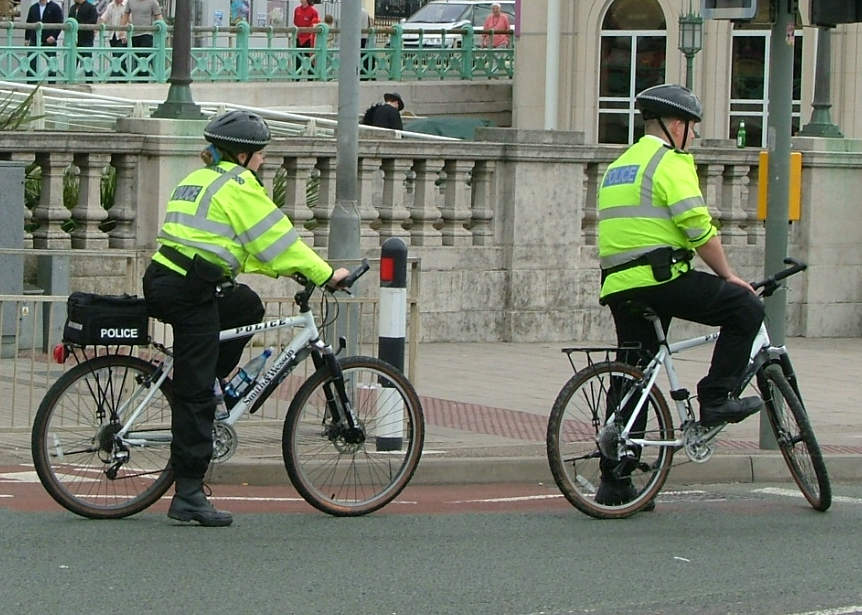
Britische Polizisten auf speziell angefertigten Smith & Wesson-Fahrrädern.
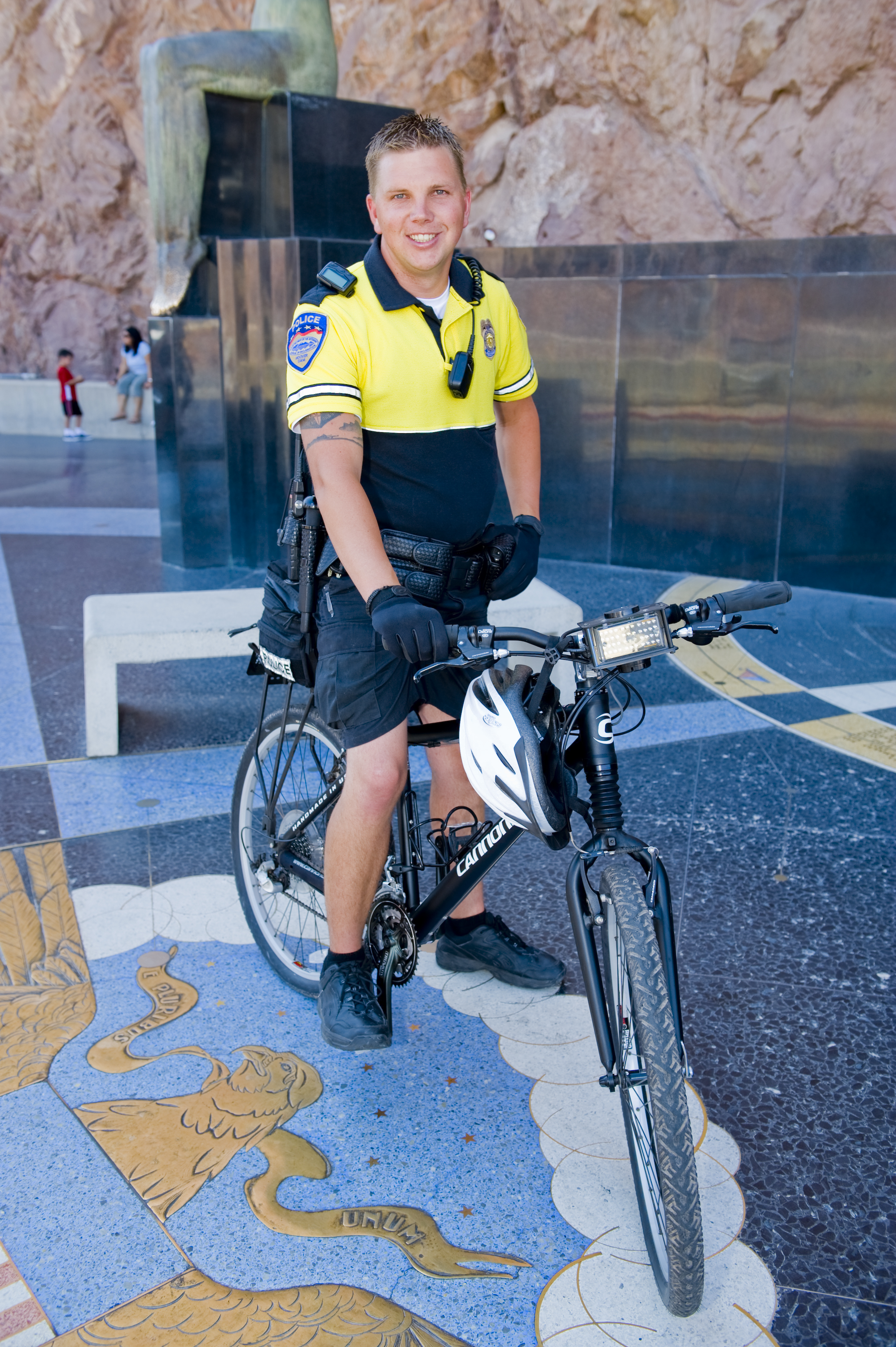
Hoover Dam Police Officer auf Fahrradstreife.
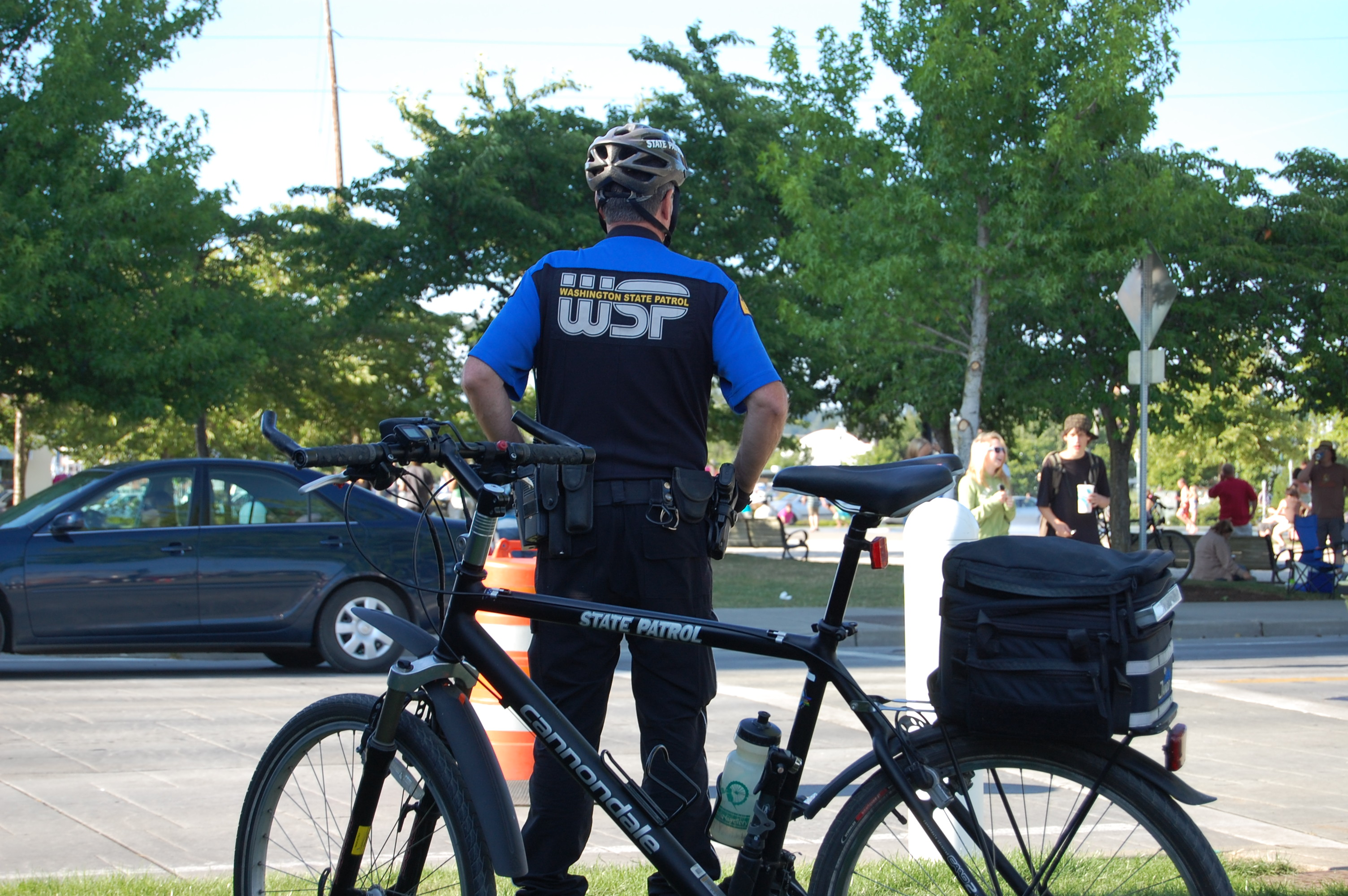
Ein Washington State Trooper patrouilliert an den Ufern des Capitol Lake während der Lakefair in Olympia, Washington.